# منطقه حفاظت‌شده جنگل خواجه
منطقهٔ حفاظت‌شدهٔ جنگل خواجه یک منطقهٔ حفاظت‌شده با مساحت ۳۸۵۳۲ هکتار است که در استان خراسان رضوی در ایران قرار دارد. این منطقهٔ حفاظت‌شده طبق مصوبهٔ شمارهٔ ۷۰۲ در تاریخ ۱۳۸۶/۱۱/۱۲ در فهرست مناطق تحت حفاظت سازمان محیط زیست ایران قرار گرفت.